# Il viaggiatore fantasma
Il viaggiatore fantasma (titolo originale Ghost Rider: Travel on the Healing Road), sottotitolato in italiano "Un anno in moto per ritrovare la vita", è un diario di viaggio del 2002, scritto da Neil Peart, batterista e autore dei testi del gruppo musicale rock Rush, qui alla sua seconda prova come scrittore.

## Trama
Neil Peart descrive il viaggio solitario in motocicletta intrapreso in seguito alla morte della figlia Selena a causa di un incidente automobilistico nell'agosto 1997, e della moglie Jackie nel giugno 1998, per un tumore.
Peart affronta un viaggio senza una meta precisa, che si protrae per circa 14 mesi e 80.000 chilometri tra il Canada, l'Alaska, gli Stati Uniti, il Messico e Belize. Durante il viaggio Peart aggiorna un diario dove descrive il tragitto, la natura, i paesaggi, le persone incontrate; scrive inoltre varie lettere alle persone più care, in particolare indirizzate a Brutus, il suo migliore amico, in quel momento detenuto in carcere. Questo viaggio rappresenta anche il cammino interiore affrontato dello stesso Peart per elaborare il duplice lutto che lo ha colpito. A poco a poco l'autore riconquista l'amore per la vita.
Vapor Trails, il primo album pubblicato da Peart con i Rush in seguito agli eventi narrati nel romanzo, contiene un brano chiamato Ghost Rider, che riprende le tematiche e atmosfere già descritte più dettagliatamente nel libro.

## Edizioni
- Neil Peart, Ghost Rider: Travel on the Healing Road, ECW Press, 2002.
- Neil Peart, Il viaggiatore fantasma, traduzione di Stefania Sarre, Tsunami Edizioni, 2014.